# Mittenothamnium microthamnioides
Mittenothamnium microthamnioides är en bladmossart som beskrevs av Roelof J.van der Wijk och Margadant 1960. Mittenothamnium microthamnioides ingår i släktet Mittenothamnium och familjen Hypnaceae. Inga underarter finns listade i Catalogue of Life.